# Мэттьюс, Остон
Остон Тэйлур Мэттьюс (англ. Auston Taylour Matthews; 17 сентября 1997, Сан-Рамон, Калифорния, США) — американский хоккеист, центральный нападающий и капитан клуба НХЛ «Торонто Мэйпл Лифс». На драфте НХЛ 2016, являясь главным фаворитом, был выбран под общим 1-м номером. Рекордсмен по голам за один сезон НХЛ в XXI веке.

## Игровая карьера

### Клубная

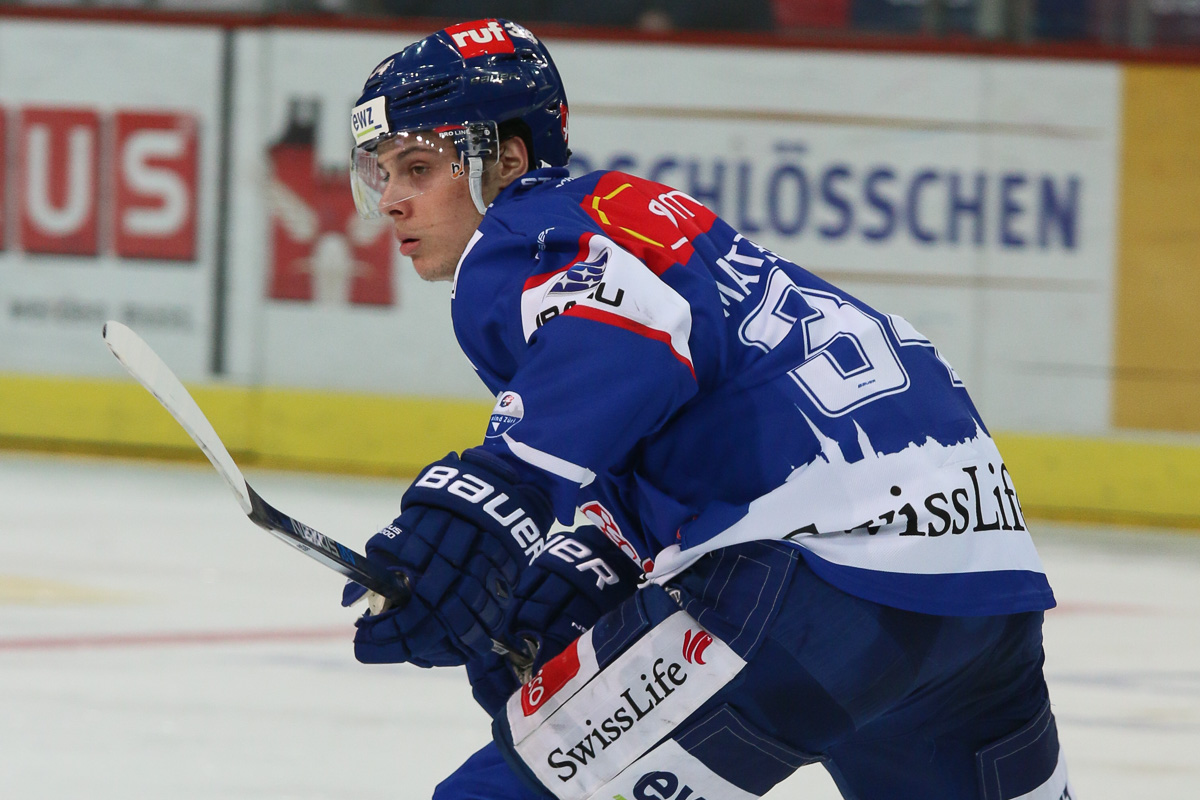
Остон Мэттьюс в составе «Цюрих Лайонс» в 2016 году

На драфте Западной хоккейной лиги 2012 года был выбран в 3-м раунде под общим 57-м номером клубом «Эверетт Силвертипз».
С 2013 по 2015 годы выступал в USHL за юниорскую сборную США по национальной программе развития хоккея.
7 августа 2015 года подписал однолетний контракт с клубом Швейцарской национальной лиги «Цюрих Лайонс». Дебютировал за «Лайонс» 18 сентября в матче против ХК «Фрибур-Готтерон», в котором забил свой первый гол. Также в составе «Цюриха» принял участие в двух матчах плей-офф лиги чемпионов против пражской «Спарты», в которых отметился одной результативной передачей. 3 февраля стал обладателем Кубка Швейцарии.
21 июля 2016 года подписал 3-летний контракт новичка с клубом Национальной хоккейной лиги «Торонто Мейпл Лифс». Дебютировал в НХЛ 12 октября 2016 года в матче против «Оттавы Сенаторз», в котором забил 4 шайбы и стал первым в истории НХЛ игроком, оформившим «покер» в своей первой игре. 28 марта 2017 года забив свой 35-й гол в сезоне, Мэттьюс побил рекорд Уэндела Кларка по количеству заброшенных шайб в одном сезоне среди новичков «Торонто». Всего в регулярном чемпионате 2016/2017 набрал 69 (40+29) очков и получил «Колдер Трофи», как лучший новичок сезона, опередив в голосовании других финалистов Патрика Лайне и Зака Веренски. При этом предыдущим игроком «Торонто», получавшим этот трофей, был Брит Селби в 1966 году.
Сезон 2017/18 также начал удачно, набрав в первой игре 3 очка (1+2) против «Виннипег Джетс». 31 декабря 2017 года набрал своё 100-е очко в регулярных чемпионатах НХЛ. 20 января в матче против «Оттавы Сенаторз» забросил свою 20-ю шайбу в сезоне и стал первым игроком клуба с 1990 года после Даниэля Маруа, которому удалось забить по 20 голов в двух первых своих сезонах в лиге. Всего в чемпионате 2017/18 провёл 62 матча, пропустив 20 игр из-за травм, в которых набрал 63 очка и стал единственным игроком в составе «Торонто» показавшим среднюю результативность более 1 очка за матч. В плей-офф «Мейпл Лифс» проиграли в первом раунде «Бостон Брюинз» в семи матчах, в которых Мэттьюс набрал всего 2 (1+1) очка.
В начале сезона 2018/19 забросил в первых пяти матчах чемпионата 9 шайб, однако 27 октября в матче против «Виннипег Джетс» получил травму плеча из-за которой был вынужден пропустить 14 матчей. 5 февраля 2019 года подписал новый контракт с «Торонто Мейпл Лифс». Соглашение рассчитано сроком на 5 лет и на общую сумму $ 58 млн. 14 февраля 2019 года в матче против «Вегас Голден Найтс» забросил свою 100-ю шайбу в регулярных чемпионатах НХЛ. Всего в регулярном чемпионате провёл 68 матчей в которых набрал рекордные для себя 73 (37+36) очка.

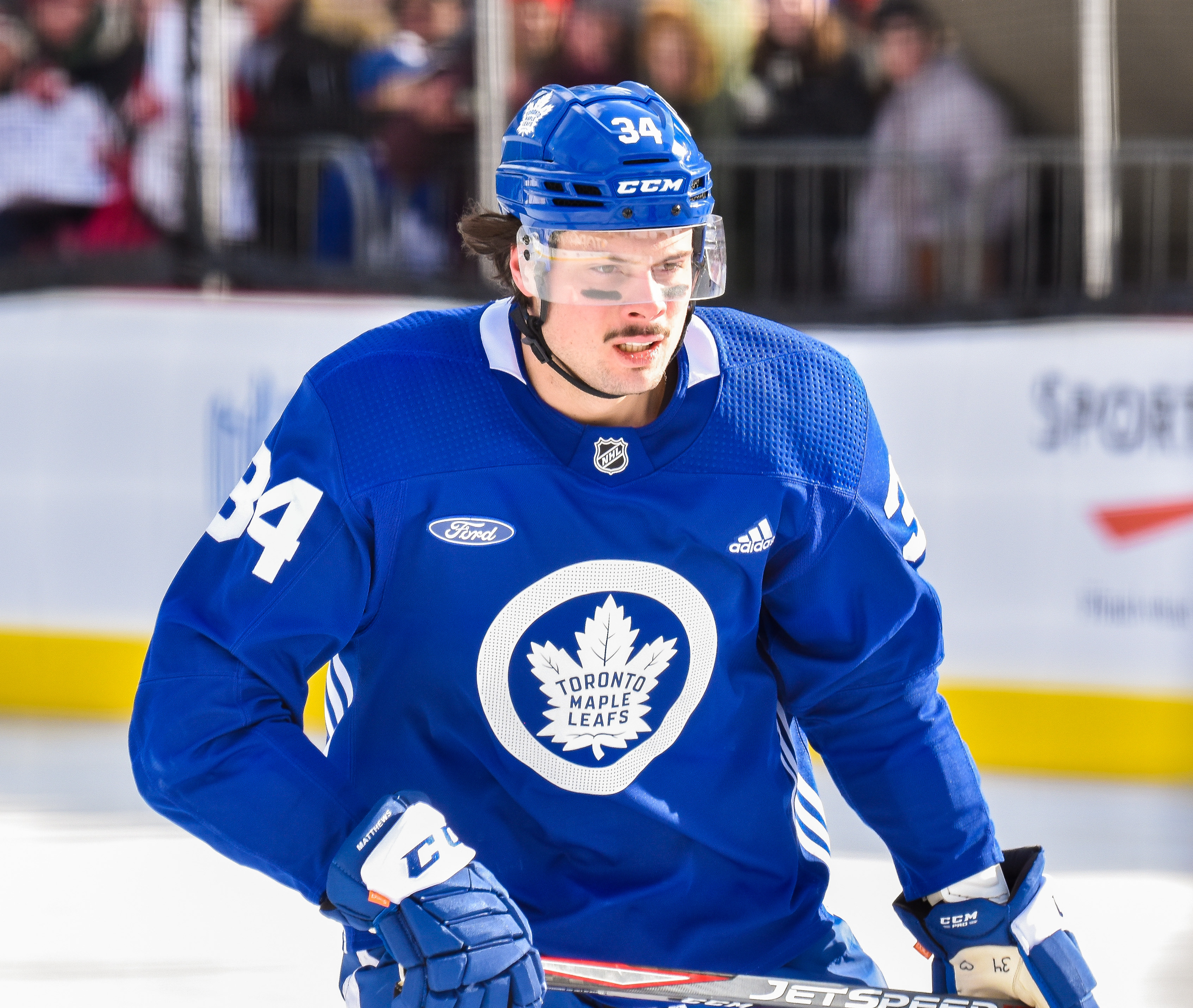
2020 год

Перед сезоном 2019/20 был назначен одним из альтернативных капитанов «Торонто». В декабре 2019 года был выбран в состав участников матча всех звёзд 2020, в котором не смог принять участие из-за травмы. Всего за сезон набрал 80 очков (47+33) в 70 матчах. При этом Мэттьюс получил всего 8 минут штрафа.
В сокращённом из-за пандемии коронавируса сезоне 2020/21 провёл 52 матча в которых забросил 41 шайбу и стал обладателем своего первого «Морис Ришар Трофи», а также попал во вторую символическую сборную всех звёзд.
14 апреля 2022 года, благодаря результативной передаче в матче против «Вашингтон Кэпиталз», Остон Мэттьюс набрал своё 100-е очко в сезоне и впервые в свой карьере добрался до данной отметки. 26 апреля Мэттьюс стал первым уроженцем США забросившим 60 шайб в одном сезоне НХЛ. По итогам сезона во второй раз подряд стал лучшим снайпером регулярного чемпионата и впервые был признан самым ценным игроком сезона, получив «Харт Трофи» и «Тед Линдсей Эворд».
В сезоне 2022/23 набрал 85 очков (40+45) в 74 матчах при рекордном в карьере показателе полезности +31.

#### Сезон 2023/24: рекорд по голам в XXI веке
23 августа 2023 года продлил контракт с «Торонто» на 4 года на сумму $53 млн. В первых двух матчах сезона 2023/24 сделал по хет-трику — в ворота «Монреаля» (6:5 Б) и «Миннесоты» (7:4). Последний раз делать хет-трики в первых двух матчах сезона удавалось Александру Овечкину в 2017 году. Первая шайба нового сезона стала для Мэттьюса 300-й в НХЛ. 4 ноября 2023 года Мэттьюс сделал хет-трик в ворота «Баффало» (4:6), который стал для него 10-м в карьере в НХЛ.
18 января 2024 года сделал хет-трик в ворота «Калгари» (4:3). 15 и 17 февраля сделал два подряд хет-трика в ворота «Филадельфии» (4:3) и «Анахайма» (9:2). 21 февраля сделал дубль в ворота «Аризоны» (6:3). Первая шайба в этом матче стала для Мэттьюса 50-й в сезоне. Для этого ему потребовалось сыграть 54 матча. Последний раз в НХЛ 50 шайб быстрее забрасывал в 1996 году Марио Лемьё (50 матчей).
20 марта набрал 5 очков (2+3) в игре против «Вашингтона» (7:3). 30 марта забросил шайбу в ворота «Баффало» (3:0) и второй раз в карьере забил 60 шайб за сезон НХЛ. Мэттьюс стал первым хоккеистом в XXI веке, кому удалось забросить 60 шайб за сезон более одного раза (по разу это делали 4 хоккеиста). 1 апреля забросил 2 шайбы в ворота «Флориды» (6:4), впервые в карьере забросив более 60 шайб за сезон. 9 апреля набрал 2 очка (1+1) в игре против «Нью-Джерси» (5:2). Заброшенная шайба стала для Мэттьюса 66-й в сезоне (в 77 матчах), он установил новый рекорд по голам за сезон НХЛ в XXI веке, превысив достижение Александра Овечкина в сезоне 2007/08 (65 шайб в 82 матчах). 11 апреля сделал дубль в ворота «Нью-Джерси Девилз», Мэттьюс забил в 7-м матче подряд. Всего в регулярном чемпионате 2023/24 набрал 107 очков (69+38) в 81 матче. Мэттьюс на 12 шайб опередил ближайшего преследователя в гонке снайперов. За всю историю НХЛ только восемь хоккеистов забрасывали больше шайб за сезон, чем Мэттьюс (Гретцки, Марио Лемьё, Бретт Халл, Эспозито, Могильный, Селянне, Курри, Николлз).

#### Сезон 2024/25
14 августа 2024 года Мэттьюс стал капитаном «Торонто», сменив на этом посту Джона Тавареса. Он стал 26-м капитаном в истории клуба.
Первые матчи сезона сложились для Мэттьюса не очень удачно. В первых трёх матчах он не набрал ни очка, а всего в первых 10 матчах набрал 8 очков (4+4), ни разу не сумев забросить более одной шайбы за матч. В начале ноября получил травму, из-за которой пропустил 9 матчей. Вернулся на лёд 30 ноября в матче против «Тампы-Бэй» (5:3), отметившись двумя передачами.

## Карьера в сборной

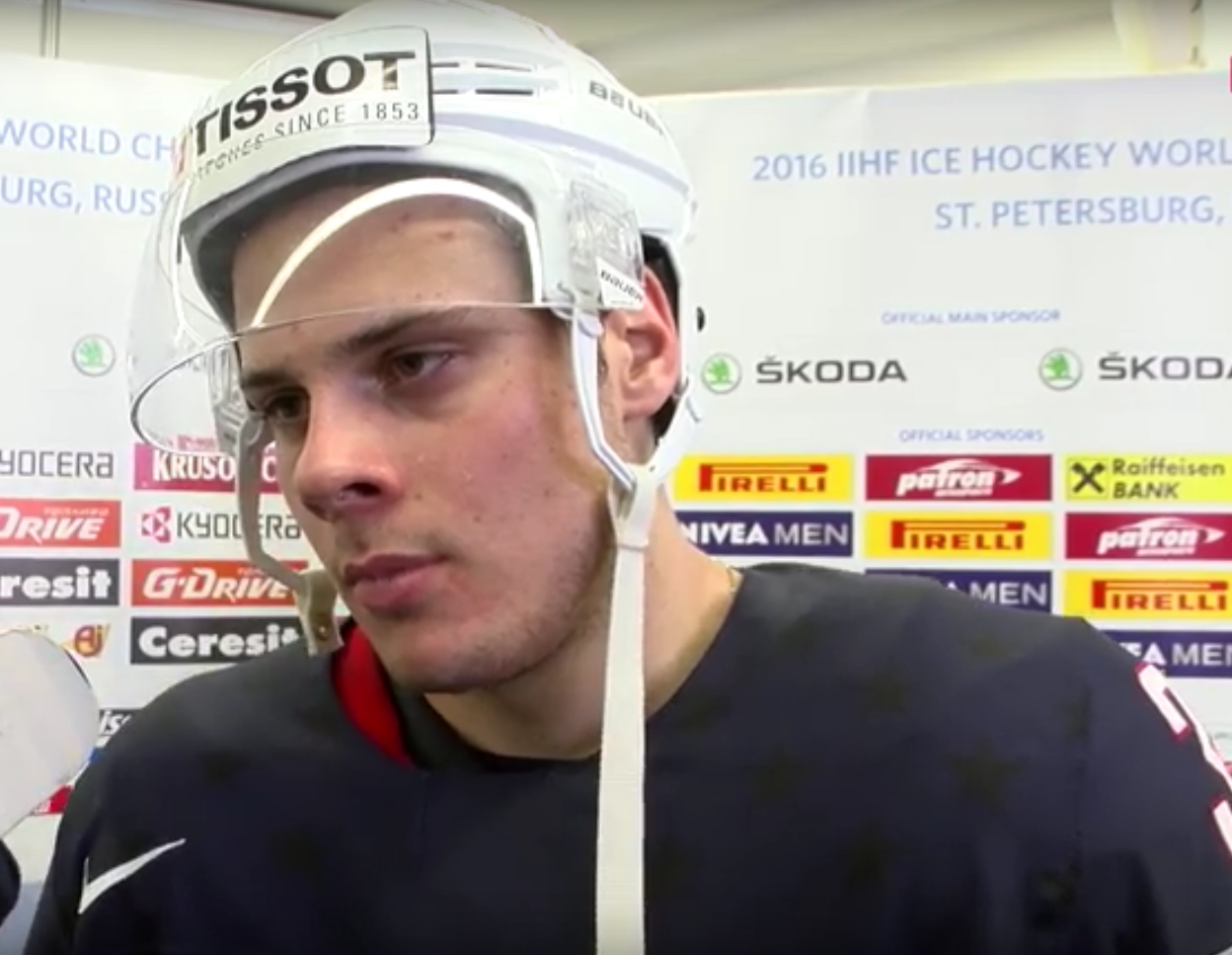
Остон Мэттьюс в форме сборной США на чемпионате мира 2016 года

В составе юниорской сборной США дважды становился чемпионом мира в 2014 и 2015 годах, в 2015 году был признан лучшим нападающим и самым ценным игроком турнира.
На молодёжном чемпионате мира 2016 завоевал бронзовую медаль.
В марте 2016 года был включён в состав главной сборной США для участия в чемпионате мира 2016, на котором США заняли 4-е место.
27 мая 2016 года был включён в состав сборной Северной Америки для участия в кубке мира 2016.

## Вне льда
Остон Мэттьюс родился в области залива Сан-Франциско в семье Брайана и Эммы Мэттьюс. Отец Остона, Брайан на студенческом уровне играл в бейсбол, а дядя Уэс Мэттьюс в 1966 году выступал за клуб Национальной футбольной лиги «Майами Долфинс». Через два месяца после своего рождения семья переехала в Скоттсдейл, штат Аризона. Хоккеем начал заниматься с шести лет. С двух лет стал посещать матчи «Финикс Койотис», где любимыми игроками команды были Шейн Доан и Даниэль Бриер. До 13 лет Остон занимался и хоккеем (тренировался у Бориса Дороженко) и бейсболом, но после разговора бейсбольного тренера с родителями выбрал хоккей.
Также кумирами Мэттьюса являются баскетболист Коби Брайант, хоккеисты Анже Копитар и Джонатан Тэйвз.
У Остона Мэттьюса есть две сестры. Старшая Александрия и младшая Бреанна. Имея мексиканские корни по материнской линии, владеет испанским языком.
В 2019 году стал лицом хоккейного симулятора NHL 20.
В сентябре 2019 года департамент полиции Скоттсдейла обвинил Мэттьюса в нарушении общественного порядка. В ноябре того же года все обвинения с игрока были сняты.
В июне 2020 года было сообщено об обнаружении у хоккеиста COVID-19.
В 2021 году во второй раз в истории серии хоккейных симуляторов NHL появился на обложке игры.

## Статистика
| Легенда | Легенда                    | Легенда | Легенда                   | Легенда | Легенда    |
| ------- | -------------------------- | ------- | ------------------------- | ------- | ---------- |
| И       | Количество проведённых игр | Штр     | Штрафное время            | +/−     | Плюс-минус |
| Г       | Голы                       | П       | Голевые передачи          | О       | Очки       |
| -       | Статистика неизвестна      | —       | Статистика не учитывалась |         |            |

## Достижения
| Год  | Команда      | Достижение                 |
| ---- | ------------ | -------------------------- |
| 2016 | Цюрих Лайонс | Обладатель Кубка Швейцарии |

| Год        | Команда | Достижение                                   |
| ---------- | ------- | -------------------------------------------- |
| 2014       | США     | Обладатель Мирового кубка вызова             |
| 2014, 2015 | США     | Чемпион мира среди юниорских команд          |
| 2016       | США     | Бронзовый призёр молодёжного чемпионата мира |

| Год                                      | Команда | Достижение                                        |
| ---------------------------------------- | ------- | ------------------------------------------------- |
| 2017, 2018, 2019, 2020, 2022, 2023, 2024 | Торонто | Участник матча всех звёзд НХЛ (7)                 |
| 2017                                     | Торонто | «Колдер Трофи»                                    |
| 2017                                     | Торонто | Попадание в символическую сборную новичков        |
| 2021, 2022, 2024                         | Торонто | «Морис Ришар Трофи» (3)                           |
| 2022                                     | Торонто | «Харт Трофи»                                      |
| 2022                                     | Торонто | «Тед Линдсей Эворд»                               |
| 2022                                     | Торонто | Попадание в 1-ю символическую сборную всех звёзд  |
| 2021                                     | Торонто | Попадание во 2-ю символическую сборную всех звёзд |

| Год  | Команда | Достижение                                    |
| ---- | ------- | --------------------------------------------- |
| 2013 | США U18 | Попадание в третью символическую сборную USHL |

| Год  | Команда | Достижение                                                    |
| ---- | ------- | ------------------------------------------------------------- |
| 2015 | США     | Самый ценный игрок юниорского чемпионата мира                 |
| 2015 | США     | Лучший нападающий юниорского чемпионата мира                  |
| 2016 | США     | Попадание в символическую сборную молодёжного чемпионата мира |